# Національний Уряд (1863—1864)
Національний Уряд 1863-64 рр. — верховний орган влади, що діяв під час січневого повстання проти російської окупації та наслідків поділів Речі Посполитої.
Мав колегіальну форму правління, перебував у Варшаві. Першим його головою став Кароль Маєвський.
Був створений за зразками тогочасних урядів інших держав, з багатьма міністерствами та відомствами.

## Історія
Тимчасовий Національний Уряд (пол. Tymczasowy Rząd Narodowy) утворили в ніч з 22 на 23 січня 1863 року, внаслідок перетворення з Національного Центрального Комітету (Komitetu Centralnego Narodowego). Був найвищим виконавчим органом повстанців.
Тимчасовий національний уряд сформувався в ніч з 22 на 23 січня 1863 р., внаслідок його перетворення з Національного ЦК і був найвищим виконавчим органом влади під час січневого повстання.
Національний Уряд видав «Маніфест 22 січня», в якому закликав до боротьби проти Російської імперії всі народи колишньої Речі Посполитої: поляків, литовців, українців. Планувалось створити Річ Посполиту Трьох народів.
Також було оголошено про свободу селян та відміну кріпосного права.

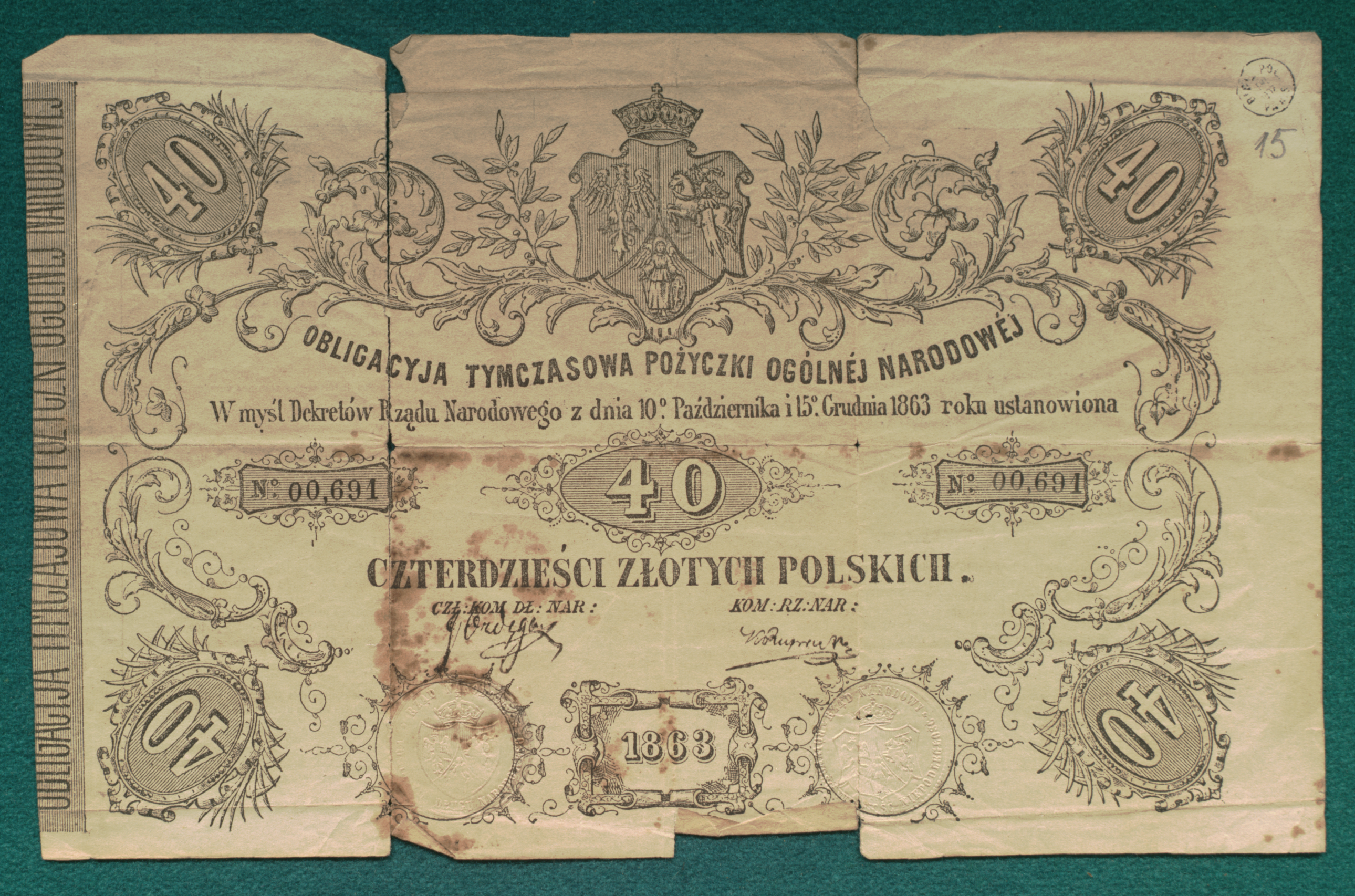
Облігація Національного Уряду на 40 злотих

Національний уряд мав законодавчу і виконавчу владу, створив власну секретну державну адміністрацію, уповноважену, серед іншого, для збору податків, видавати облігації та інш.
Серед керівників Національного Уряду були:
- Юзеф Каетан Яновський — відповідальний за «справи Литви і Русі».
- Мар'ян Дубецький — секретар від Русі (України).
- Агатон Ґіллер
- Людвік Мерославський
- Ромуальд Траугутт та інші.

Фактично, після арешту Ромуальда Траугутта, 10 квітня 1864 року, вважається що операція російської армії та секретної поліції «охранки» з подавлення Січневого повстання завершилась. під час січового повстання.